# 鮑敬言
鮑 敬言（ほう けいげん、Bao Jingyan又はPao Ching-yen、西暦200年代後半から西暦400年代生没年不詳）は、晋代のリバタリアン、無政府主義、道教の思想家。 

## 人物
その事績は詳らかではなく、葛洪が著した『抱朴子』の「詰鮑篇」で葛洪と鮑敬言との論戦とその思想が語られている。老荘の説を好み、清談を善くしたことが知られている。著書に『無君論』があったが散逸した。フランスの中国学者エティエンヌ・バラーシュは鮑敬言を「中国第一の無政府主義者」と評し、現代の中華人民共和国においても無君論を唱えた思想家として中国社会思想史の教科書で取り上げられている。
彼れは、荘子の議論を拡張し、国家権力を批判し、無政府主義的自由を主張した。 曰く、(統治者も政府もなかった古代の牧歌的な生活と対比しながら、)政府の歴史は暴力の歴史であり、強者が弱者を掠奪した歴史である。 掠奪は、人民を貧窮させ、其精神を荒廃させ、叛乱や盗賊が起こり、之れが為めに武具は益々増え、夫れ自体が更に掠奪を深める。 人々の間の障礙と戦うために強力な政府が必要であるという共通の考えは、因果関係を混乱させるという重大な誤りを犯していると鮑は結論付けた。 